# Gaultheria marginata
Gaultheria marginata là một loài thực vật có hoa trong họ Thạch nam. Loài này được (N.E.Br.) D.J.Middleton mô tả khoa học đầu tiên năm 1990.